# Calmella
Calmella is een geslacht van weekdieren uit de klasse van de Gastropoda (slakken).

## Soorten
- Calmella bandeli Ev. Marcus, 1976
- Calmella cavolini (Vérany, 1846)
- Calmella gaditana (Cervera, García-Gomez & García, 1987)

### Synoniemen
- Calmella sphaerifera Schmekel, 1965 => Piseinotecus sphaeriferus (Schmekel, 1965)